# Koszary w Ostrogu
Koszary w Ostrogu – kompleksy koszarowe znajdujące się na terenie garnizonu Ostróg.

## Charakterystyka
Na terenie garnizonu ostrogskiego funkcjonowało kilka kompleksów koszarowych. Jeden z nich znajdował się w dzielnicy Kidry (ul. Niezależności 50-64, 137-139). Do 1914 kwaterował w nich rosyjski 126 pułk piechoty ze składu 32 Dywizji Piechoty. Po wojnie polsko-bolszewickiej koszary przejęło Wojsko Polskie, a po ich dostosowaniu dla potrzeb kawalerii, w marcu 1922 wprowadził się do nich 19 pułk Ułanów Wołyńskich. Pojemność koszar szacowano na 700 ludzi i 700 koni. W okresie międzywojennym czyniono w koszarach szereg inwestycji. Wzniesiono między innymi dużą stajnię, a inne obiekty adaptowano dla potrzeb zakwaterowania jednostki jazdy.
Po 1939 do 1941 w koszarach stacjonowały jednostki sowieckie. Prawdopodobnie 5 maja 1944, po uroczystym przekroczeniu przedwojennej granicy sowiecko-polskiej, wkroczył do Ostroga polski 1 Samodzielny Batalion Kobiecy im. Emilii Plater, a 7 maja defilował przed dość liczną jeszcze wówczas w mieście ludnością polską. Po 1945 koszary służyły jednostkom Armii Radzieckiej. Od 1991 stały się koszarami ukraińskimi. Stacjonował tam między innymi 14 pułk inżynieryjny (rozformowany w 2004). Od 2001 w odremontowanych budynkach koszarowych ma swoją siedzibę Ostrogskie Obwodowe Liceum ze Zwiększonym Przygotowaniem Wojskowo-Fizycznym. W sali tradycji szkoły poczesne miejsce zajmują pamiątki związane z faktem stacjonowania na tym terenie 19 pułku Ułanów Wołyńskich. W innych budynkach mieszczą się domy studenckie reaktywowanej Akademii Ostrogskiej oraz mieszkania.
Kolejnym kompleksem, który funkcjonował w okresie II Rzeczypospolitej, były koszary Korpusu Ochrony Pogranicza. Rozmieszczony w nich był 11 batalion graniczny KOP „Ostróg”. Do 1924 w Ostrogu kwaterowały też inne polskie jednostki graniczne. Były to: 35 batalion celny, 35 batalion Straży Granicznej i Komenda Powiatowa Straży Granicznej.